# فیل سری‌لانکایی
فیل سری‌لانکایی (نام علمی: Elephas maximus maximus) نام یک زیرگونه از گونه فیل آسیایی است، كه در سريلانكا زيست ميكند.